# ジャン＝リュック・メランション
ジャン＝リュック・メランション（フランス語: Jean-Luc Mélenchon [ʒɑ̃ lyk melɑ̃ˈʃɔ̃]、1951年8月19日 - ）は、フランスの政治家。現在、国民議会議員。2008年から2014年まで、マルティーヌ・ビヤルと共に左翼党の共同党首を務めていた。イニシャルのJLMとも呼ばれる。

## 経歴
モロッコのタンジェ（詳しくはタンジェ国際管理地域内）に生まれた。父は郵便局員で、スペイン出身の母は学校教師だった。モロッコ北部で育ち、両親の離婚に伴い1962年にフランスへ移住し、ジュラ県ロン＝ル＝ソーニエのルージェ・ド・リール高等学校で学んだ。フランシュ＝コンテ大学では哲学を学び、卒業後はCAPES（フランス文部省の専門の指導資格）に合格して教師となった。
1983年から1995年まで、エソンヌ県マシー市元老院委員・市長。1983年から2001年まで、マシー市長会委員。1998年から2001年まで、エソンヌ県大評議会副議長。1985年から1992年まで、1998年から2004年までエソンヌ県大評議会議員。1998年に再任。
1986年、エソンヌ県選出の元老院議員として当選（35歳での当選は当時最年少）。1995年に再任され、2000年まで務めた。
2000年から2002年まで職業教育大臣を務めた。2004年に元老院議員に再任され、2010年まで務めた。
2008年11月に国民議会議員マルク・ドレズと共に社会党を離党して左翼党を創設した。
左翼党の党首として、2009年欧州議員選前に左翼戦線に加わり、南西仏選挙区の候補者として選ばれた。この選挙で8.15%の得票率を収めて欧州議会議員に当選した。
2010年に行われた年金制度改革に抵抗する運動の際、何回か公演やテレビ番組に出た影響で、公に知られるようになった。

### 選挙

#### 2012年大統領選挙
2012年フランス大統領選挙で、フランス共産党・左翼党・統一左翼党の合同組織「左翼戦線」として立候補。憲法を改め「第六共和政」の立ち上げを主張した。

#### 2012年国民議会議員選挙
大統領選挙に敗れた後、メランションは2012年フランス議会総選挙においてパ＝ド＝カレー県第11選挙区から立候補、ル・ペンとの直接対決に臨んだ。しかし第1回投票で社会党のフィリップ・ケメルに僅差で敗れ3位となり、決選投票へ進むことはできなかった。なお、決選投票ではケメルがル・ペンを破り当選している。
事前の世論調査では第1回投票の上位2人が進出する決選投票への進出はないとされたものの、一時は結果として第1回投票で3位となったマリーヌ・ル・ペン（国民戦線）に迫る支持を集めたが、結果としてル・ペンに得票で倍近い差をつけられた（第4位、得票率11.10%、3,984,822人）。

#### 2017年大統領選挙
2017年フランス大統領選挙では事前の世論調査で支持率を伸ばし3位まで浮上し、決選投票に進む可能性も指摘されたが、結局は第1回投票で4位となり、決選投票には残れなかった（得票率19.58%、7,060,885人）。

#### 2017年国民議会議員選挙
2017年フランス議会総選挙においてブーシュ＝デュ＝ローヌ県第4選挙区から立候補し得票率59.85％で当選。

#### 2022年大統領選挙
2022年フランス大統領選挙では2022年4月10日の第1回目投票で3位（得票率22.00%）となり、決選投票に進めず落選した。

## 政治思想

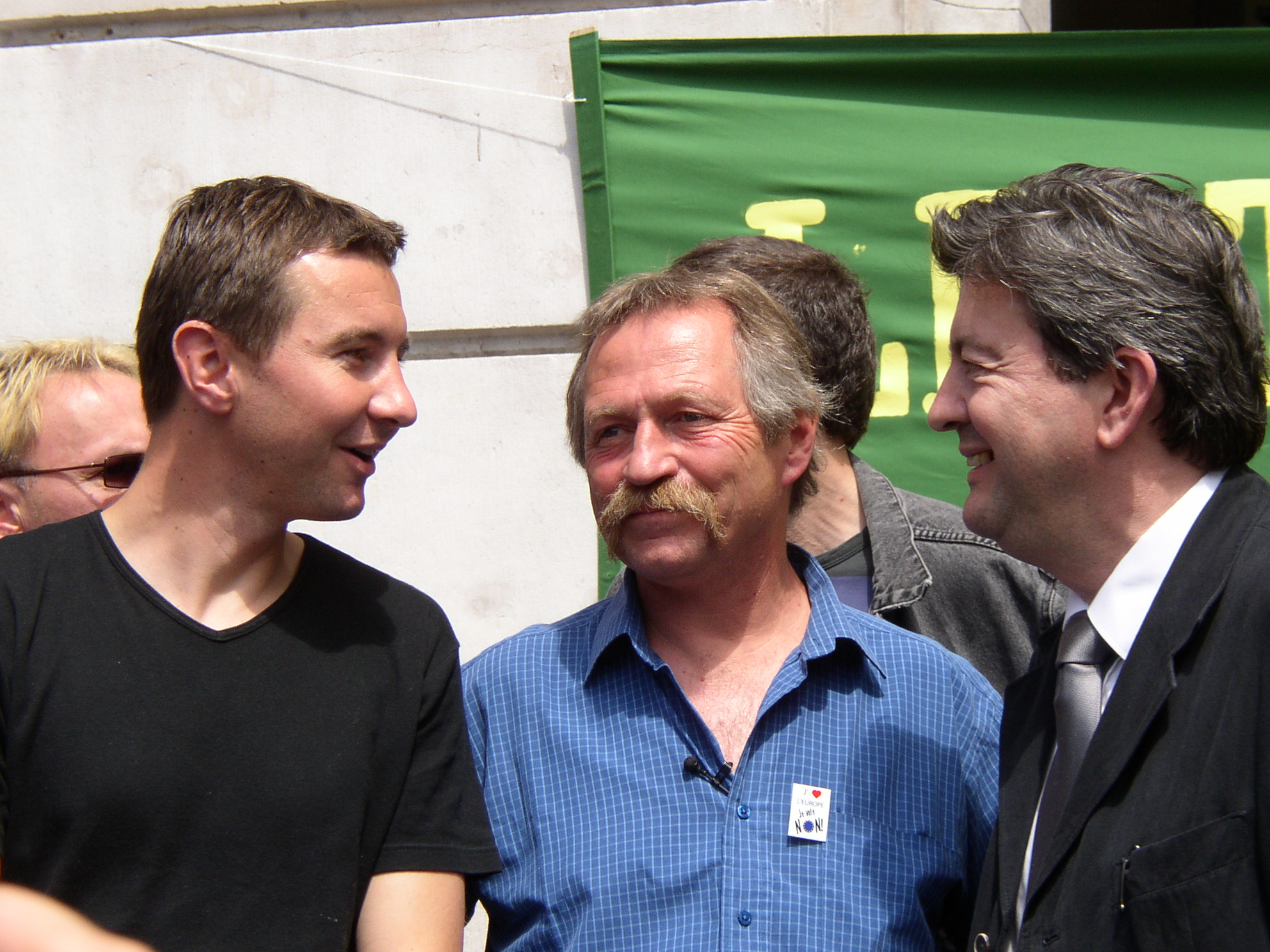
オリヴィエ・ブザンスノとジョゼ・ボヴェと談笑するメランション（2005年）

2017年フランス大統領選挙において、以下の公約を掲げた。( 大統領選挙パンフレット「人民の力」)
［第六共和政］大統領権限の縮小、議会の強化、直接民主制の部分的導入（ランダムで選ぶ市民のための議員枠）。
［労働者の権利強化］人員削減のための労使協議会に猶予拒否権を付与、経営危機時の配当金の支払いの禁止、様々な労働組合の権限強化。
［治安対策］科学警察の強化、警察署の改修促進、対テロ戦争からの撤退、人身売買対策の強化。
［経済］金融取引課税、経営陣や株主の法外な報酬の規制、脱税や不法投機対策としての資本移動の監視強化。
［雇用］時短の実現による350万人の新規雇用、最低賃金の上昇、アメリカ合衆国やカナダとの自由貿易協定の拒否、輸入品に対する距離と炭素の課税。
［年金］40年間の年金拠出による60歳からの年金支給の確約、最低保障年金の増額。
［ジェンダー］男女間の賃金や昇進差別を禁止する包括的社会契約、男女平等を尊重しない企業に対する罰金と刑事罰、公共調達のアクセス禁止。
［住宅］代替地の提示なき立ち退き要求の禁止、ホームレス・ゼロ化、グリーン基準による百万戸の公共住宅の新築。
［税金］高額所得者に対する課税強化、金融・不動産・相続課税の強化、居住住宅の非課税枠の拡大、脱税・資本逃避の対策強化。
［エネルギー］2050年までに再生可能エネルギー100％を実現。化石燃料関連の補助金の停止。新規のシェールオイル、ガス調査の禁止。核融合炉計画の放棄。
［農業］遺伝子組み換え作物の禁止。有害殺虫剤の禁止。若年者の就農支援強化とＣＡＰ（欧州共通農業政策）の見直しにより30万人の新規雇用を実現。家畜を虐待する牧場の営業停止措置。
［欧州問題］ＥＵが要求する公共サービスの民営化の停止。ＥＵ離脱のための国民投票の実施。財政赤字がＧＤＰの3％を上回ってはならないことを規定するＥＵ協定への不服従。
［平和と独立］国連安保理決議無き軍事介入への不同意。ＮＡＴＯの軍事部門からの離脱。国連指導下における多国間交渉によるイラク、シリアの平和実現。パレスチナの国家承認による中東和平の推進。
［移民］難民を出さないための積極的な平和外交に注力。難民キャンプにおける人間の尊厳の尊重。保護者のいない未成年難民に対する支援強化、家庭生活の保証。
［健康］公立病院のサービス向上。予防医療の充実。農村部や地方における医療アクセスの保障。
［教育］3～18歳までの義務教育化。給食、通学、文具などの無償化。5年間で6万人の教員雇用。幼稚園、保育園における少人数学級の実現。職業専門学校の充実。
［文化］ＧＤＰの1％を文化と創造（芸術）に。音楽、映画、文化コンテンツを合法的に提供するプラットフォームを有するオンライン公共図書館の設立。
［宇宙］火星に向けた惑星間ミッションの推進。月面の永久基地の設立を提案。
［自由権］検閲と監視の無い仮想空間の保証。（被疑者の）広範なファイリングの禁止と「誠実な人」のファイル削除。個人データ保護と商業利用の規制。